# Prien (Luisiana)
Prien es un lugar designado por el censo ubicado en la parroquia de Calcasieu en el estado estadounidense de Luisiana. En el Censo de 2010 tenía una población de 7810 habitantes y una densidad poblacional de 455,44 personas por km².

## Geografía
Prien se encuentra ubicado en las coordenadas 30°8′47″N 93°14′27″O / 30.14639, -93.24083. Según la Oficina del Censo de los Estados Unidos, Prien tiene una superficie total de 17.15 km², de la cual 15.55 km² corresponden a tierra firme y (9.32%) 1.6 km² es agua.

## Demografía
Según el censo de 2010, había 7810 personas residiendo en Prien. La densidad de población era de 455,44 hab./km². De los 7810 habitantes, Prien estaba compuesto por el 85.35% blancos, el 7.44% eran afroamericanos, el 0.41% eran amerindios, el 3.34% eran asiáticos, el 0.13% eran isleños del Pacífico, el 0.9% eran de otras razas y el 2.43% pertenecían a dos o más razas. Del total de la población el 2.16% eran hispanos o latinos de cualquier raza.